# Mukim di Kuala Balai
Kuala Balai è un mukim del Brunei situato nel Distretto di Belait con 15 abitanti al censimento del 2011.

## Geografia antropica

### Suddivisioni amministrative
Il mukim è suddiviso in 5 villaggi (kapong in malese):
Kuala Balai, Mala'as, Sungai Damit, Sungai Besar, Sungai Mendaram.